# Eric Charles Milner
Eric Charles Milner (Londres, 17 de maio de 1928 – Calgary, 20 de julho de 1997) foi um matemático britânico, que trabalhou com combinatória.
Obteve um doutorado orientado por Richard Rado.
Foi palestrante do Congresso Internacional de Matemáticos (ICM) em Vancouver (1974 - Transversal Theory).
Foi eleito em 1976 fellow da Royal Society of Canada.